# Fantasy-Jahr 1974
Übersicht

◄◄ | ◄ | 1970 | 1971 | 1972 | 1973 | Fantasy-Jahr 1974 | 1975 | 1976 | 1977 | 1978 | ► | ►►

Weitere Ereignisse